# Trolltunga
Le Trolltunga, toponyme norvégien signifiant littéralement en français « la langue du troll », est une proéminence de falaise en surplomb de près de sept cents mètres de hauteur au-dessus des eaux du Ringedalsvatnet, un lac du comté de Vestland, dans le Sud-Ouest de la Norvège, à l'est-sud-est de Bergen.

## Géographie
Le Trolltunga est situé dans l'ouest de la Norvège, dans le comté de Vestland, à 17 kilomètres d'Odda et à 190 kilomètres à l'est de Bergen, la deuxième ville la plus peuplée du pays.
La falaise domine les vallées de la région de l'Hardangervidda ; elle est entourée de sommets dépassant 1 500 mètres d'altitude.

## Accès et fréquentation touristique

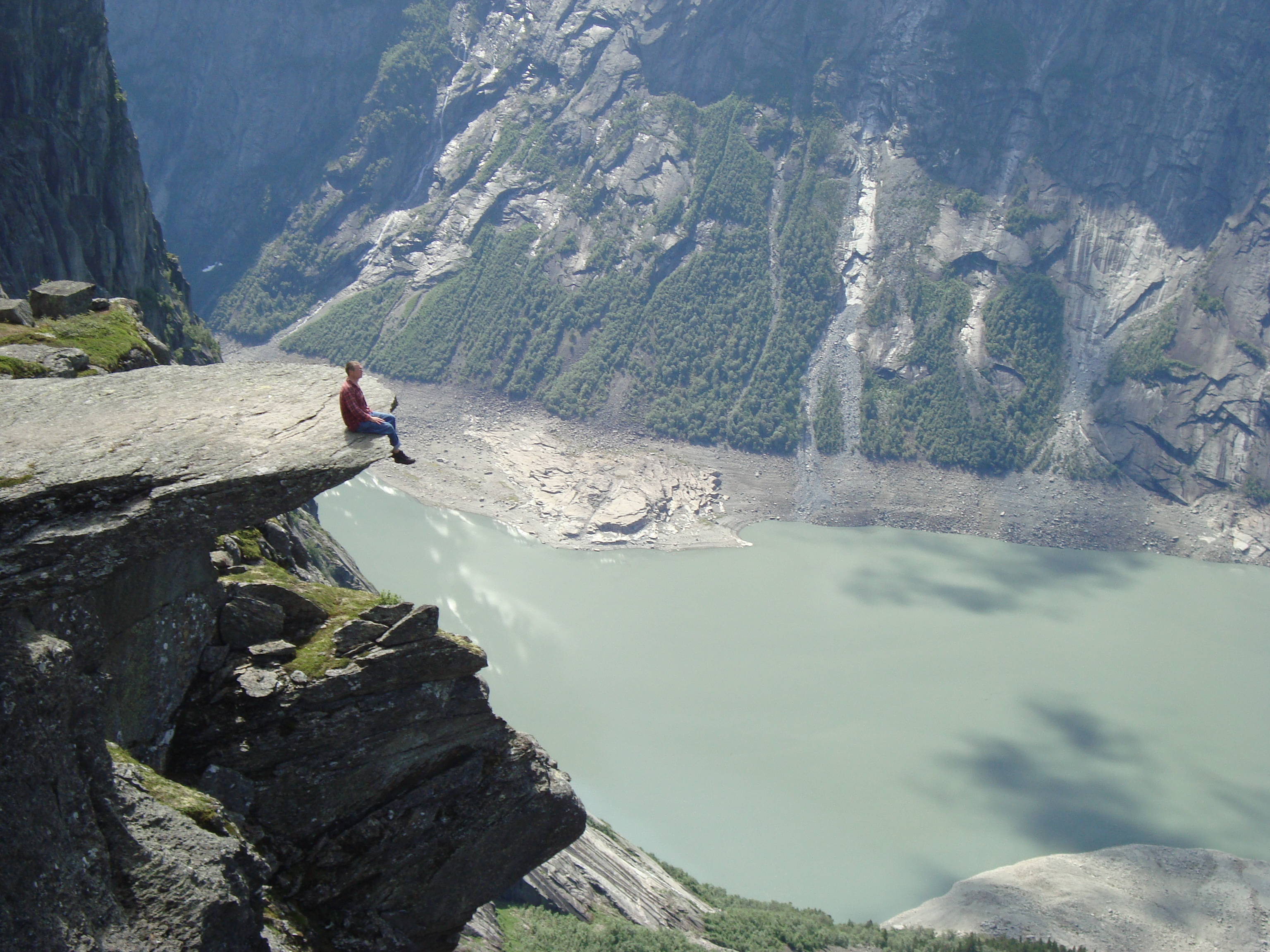
Vue d'une personne assise sur le rebord du Trolltunga.

Le site est accessible par la route nationale 17. D'un parking situé à 443 mètres d'altitude débute un sentier de randonnée. Le Mågelibanen, un ancien tramway, partait du même lieu avant que son exploitation ne cesse. La période de l'année la plus fréquentée va de mi-juin à mi-septembre.
Pendant la saison estivale, des milliers de touristes se rendent au rocher, un nombre qui a fortement augmenté, passant de 500 personnes par an à 40 000 entre 2009 et 2014. Aucune barrière de sécurité n'est installée au bord de la falaise afin de ne pas nuire à la beauté naturelle du site. 
Le 5 septembre 2015, une Australienne de 24 ans en échange universitaire à Bergen meurt en chutant depuis le Trolltunga ; c'est la première mort par chute sur ce site.